# Zisk (elektrotechnika)

Zisk operačního zesilovače se dá v širokém rozsahu nastavit volbou velikostí zpětnovazebních rezistorů.

Zisk je v elektrotechnice míra schopnosti obvodu, nejčastěji zesilovače, zvětšit výkon nebo amplitudu signálu. Zpravidla se definuje jako poměr výkonu nebo amplitudy signálu na výstupu obvodu vůči výkonu (amplitudě) na vstupu. 
Zisky různých obvodů mohou nabývat hodnot lišících se i o několik řádů. Zisk je proto nejčastěji definován pomocí logaritmické stupnice, konkrétně jako desítkový logaritmus poměru hodnot a vyjadřuje se v decibelech (dB). Logaritmické vyjádření koresponduje i s lidskou fyziologií, protože člověk vnímá intenzity (např. zvuku, světla) také přibližně logaritmicky – pro každé subjektivní zvýšení intenzity vjemu o určitou konstantní míru je třeba několikrát násobit intenzitu podnětu.
Zisk je bezrozměrná veličina (ačkoli jednotka dB může svádět myslet si něco jiného, znamená však jen to, že jde o logaritmické vyjádření velikosti bezrozměrného poměru). Při jeho uvádění musí být proto zřejmě uváděno (buď explicitně nebo z kontextu), na kterou veličinu, která charakterizuje signál, se vztahuje. V opačném případě by byl údaj nejednoznačný.
Například hodnota zisku 5 může znamenat pětinásobné zvětšení původní hodnoty výkonu, elektrického napětí nebo elektrického proudu.

## Výkonový zisk
Výkonový zisk je v decibelech (dB) definován pomoci pravidla desítkového logaritmu:
{\displaystyle zisk=10\log \left({\frac {P_{1}}{P_{0}}}\right)\ \mathrm {dB} ,}
kde P0 je vstupní výkon a P1 je výstupní výkon.
Podobný výpočet může být místo desítkového logaritmu vyjádřen pomoci přirozeného logaritmu a výsledkem jsou místo decibelů Nepery:
{\displaystyle zisk=10\ln \left({\frac {P_{1}}{P_{0}}}\right)\ \mathrm {Np} .}

## Napěťový zisk
Výkonový zisk může být vypočítán pomocí napětí místo výkonu využitím Jouleova tepla {\displaystyle P=V^{2}/R} a vzorec je:
{\displaystyle zisk=10\log {\frac {({\frac {{U_{1}}^{2}}{R_{1}}})}{({\frac {{U_{0}}^{2}}{R_{0}}})}}\ \mathrm {dB} .}
V mnohých případech se vstupní impedance R0 a výstupní impedance R1 rovnají, takže se výše uvedená rovnice zjednoduší:
{\displaystyle zisk=10\log \left({\frac {U_{1}}{U_{0}}}\right)^{2}=20\log \left({\frac {U_{1}}{U_{0}}}\right)\ \mathrm {dB} .}
Tento zjednodušený výraz vyjadřuje napěťový zisk obvodu v decibelech. S výkonovým ziskem se shoduje jedině v případě, že jsou impedance na vstupu a výstupu obvodu identické.

## Proudový zisk
Podobně se počítá výkonový zisk za použití proudu místo výkonu pomocí substituce {\displaystyle P=I^{2}R} a vzorec je:
{\displaystyle zisk=10\log {\frac {{I_{1}}^{2}R_{1}}{{I_{0}}^{2}R_{0}}}\ \mathrm {dB} .}
V případě že vstupní a výstupní impedance se rovnají, výše uvedená rovnice může být zjednodušená na: 
{\displaystyle zisk=10\log \left({\frac {I_{1}}{I_{0}}}\right)^{2}=20\log \left({\frac {I_{1}}{I_{0}}}\right)\ \mathrm {dB} }.
Tento výraz vyjadřuje proudový zisk obvodu v decibelech. Podobně jako při napěťovému zisku platí, že s výkonovým ziskem se shoduje jedině v případě, že jsou impedance na vstupu a výstupu obvodu identické.
Proudový zisk bipolárního tranzistoru, {\displaystyle h_{F}E} nebo {\displaystyle h_{f}e}, je obvykle daný jako bezrozměrné číslo, poměr {\displaystyle I_{c}} na {\displaystyle I_{b}}. Ve výše uvedených případech, zisk bude bezrozměrná veličina.

## Příklad
Otázka: Zesilovač má vstupní a výstupní impedance 50 ohmů. Když vstup {\displaystyle (V_{0})} je {\displaystyle 1V} a výstup {\displaystyle (V_{1})} je {\displaystyle 10V}, jaký je jeho napěťový a výkonový zisk?
Odpověď:
Napěťový zisk:
{\displaystyle zisk={\frac {V_{1}}{V_{0}}}={\frac {10V}{1V}}=10}
Výkonový zisk:
{\displaystyle zisk={\frac {V_{1}^{2}/50}{V_{0}^{2}/50}}={\frac {V_{1}^{2}}{V_{0}^{2}}}={\frac {(10V)^{2}}{(1V)^{2}}}=100}
{\displaystyle zisk_{db}=10\log {G}=10\log {100}=20dB}

## Zisk antény
Pro antény se zisk definuje jinak. Udává směrovost a účinnost antény v porovnání s ideální všesměrovou anténou nebo dipólem.